# Флора (тауншип, Миннесота)
Флора (англ. Flora) — тауншип в округе Ренвилл, Миннесота, США. На 2000 год его население составило 245 человек.

## География
По данным Бюро переписи населения США площадь тауншипа составляет 98,1 км², из которых 97,8 км² занимает суша, а 0,3 км² — вода (0,26 %).

## Демография
По данным переписи населения 2000 года здесь находились 245 человек, 83 домохозяйства и 73 семьи.  Плотность населения —  2,5 чел./км².  На территории тауншипа расположено 88 построек со средней плотностью 0,9 построек на один квадратный километр. Расовый состав населения: 90,61 % белых, 1,22 % азиатов, 8,16 % — других рас США. Испанцы или латиноамериканцы любой расы составляли 8,16 % от популяции тауншипа.
Из 83 домохозяйств в 37,3 % воспитывались дети до 18 лет, в 79,5 % проживали супружеские пары, в 3,6 % проживали незамужние женщины и в 12,0 % домохозяйств проживали несемейные люди. 7,2 % домохозяйств состояли из одного человека, при том 4,8 % из — одиноких пожилых людей старше 65 лет. Средний размер домохозяйства — 2,95, а семьи — 3,01 человека.
29,4 % населения — младше 18 лет, 5,7 % — в возрасте от 18 до 24 лет, 24,5 % — от 25 до 44, 26,1 % — от 45 до 64, и 14,3 % — старше 65 лет. Средний возраст — 40 лет. На каждые 100 женщин приходилось 109,4 мужчин.  На каждые 100 женщин старше 18 приходилось 106,0 мужчин.
Средний годовой доход домохозяйства составлял 40 625 долларов, а средний годовой доход семьи —  42 679 долларов. Средний доход мужчин —  27 708  долларов, в то время как у женщин — 16 875. Доход на душу населения составил 13 065 долларов. За чертой бедности находились 2,4 % семей и 5,8 % всего населения тауншипа, из которых 2,2 % младше 18 и 8,0 % старше 65 лет.